# Borriol
Borriol ist eine Gemeinde in der Provinz Castellón der Autonomen Gemeinschaft Valencia in Spanien.

## Geografie
Borriol liegt in einem Tal zwischen der Wüste Desert de les Palmes und dem Gebirge Serra de Borriol im Südwesten der Comarca Plana Alta. Die Gemeinde Borriol grenzt an die Gemeinden Sant Joan de Moró, Vilafamés, La Pobla Tornesa, L’Alcora, Benicàssim und Castellón de la Plana, die alle zur Provinz Castellón gehören. Die Nähe zur Provinzhauptstadt Castellón de la Plana begünstigt die wirtschaftliche Entwicklung.

## Geschichte
Zahlreiche archäologische Funde, darunter die Felsmalereien von l'Albaroc, weisen darauf hin, dass das Gebiet von Borriol bereits in der Antike besiedelt war. Die Via Augusta wurde vom römischen Militär genutzt, und ein Meilenstein in der Gemeinde ist im Stadtmuseum erhalten.
Die Überreste einer Burg stehen hoch oben auf einem Felsen, der das Stadtzentrum überragt. Borriol erhielt 1250 von König Jakob I. von Aragón  ein Besiedlungsrecht. Das Landgut ging in verschiedene Hände über, wie den Bischof von Tortosa und die Familien Boïl, Tous und Casalduch. Die Bevölkerung bestand bis zur Vertreibung der Mauren im Jahr 1609 hauptsächlich aus Muslimen bzw. Morisken.

## Persönlichkeiten
- Sergio García (* 1980), Golfspieler